# Melanie Becker
Melanie Becker (* 12. August 1966 in Münster; † 13. März 2020 in College Station, Texas) war eine deutsche theoretische Physikerin.
Becker erwarb 1991 ihr Diplom an der Universität Bonn (cum laude) bei Werner Nahm und studierte danach bis 1994 am CERN bei Luis Alvarez-Gaumé (Non-perturbative approache to two dimensional supergravity and super Virasoro constraints). 1994 promovierte sie bei Alvarez-Gaumé und Nahm in Bonn. 1994 bis 1997 war sie Post-Doc an der University of California, Santa Barbara (UCSB) und danach bis 2000 Senior Research Fellow am Caltech bei John Schwarz. 2000 wurde sie Assistant Professor und 2004 Associate Professor an der University of Maryland. Von 2005 bis zu ihrem Tod war sie Professor an der Texas A&M University. 2005/06 war sie Gastprofessor am Radcliffe College in Harvard. 2007/8 war sie am Institute for Advanced Study.
Becker befasste sich mit Stringtheorie (Brane-Theorien, M-Theorie, Anwendungen der Stringtheorie in der Kosmologie und Elementarteilchenphysik des Standardmodells bei Kompaktifizierungen auf Mannigfaltigkeiten mit Torsion). Mit ihrer Schwester Katrin Becker, mit der sie eng zusammenarbeitete, und John Schwarz schrieb sie ein Lehrbuch der Stringtheorie. Sie war Mitorganisatorin mehrerer Konferenzen zur Stringtheorie (zum Beispiel Strings 2010 an der Texas A & M). 
2001 bis 2004 war sie Sloan Fellow.
Sie starb am 13. März 2020 in College Station, Texas im Alter von 53 Jahren an den Folgen einer Krebserkrankung.

## Schriften
- Katrin Becker, Melanie Becker, John Schwarz: String Theory and M-Theory: a modern introduction, Cambridge University Press 2007, ISBN 0521860695